# Ashbury (Devon)
Ashbury – wieś w Anglii, w Devon. Leży 41,6 km od miasta Exeter, 43,7 km od miasta Plymouth i 294 km od Londynu. W 1961 roku civil parish liczyła 51 mieszkańców. Ashbury jest wspomniana w Domesday Book (1086) jako Esseberie.